# Pallavolo ai Giochi della XXXIII Olimpiade - Convocazioni al torneo maschile
Elenco dei giocatori convocati per il torneo maschile di pallavolo ai Giochi della XXXIII Olimpiade.

## Argentina
| N° | Nome              | Ruolo | Data di nascita   | Squadra            |
| -- | ----------------- | ----- | ----------------- | ------------------ |
| -  | Marcelo Méndez    | All   | 20 giugno 1964    | Jastrzębski Węgiel |
| 1  | Matías Sánchez    | P     | 20 settembre 1996 | Ślepsk Suwałki     |
| 3  | Jan Martínez      | S     | 28 gennaio 1998   | Trefl Gdańsk       |
| 7  | Facundo Conte     | S     | 25 agosto 1989    | Ciudad             |
| 8  | Agustín Loser     | C     | 12 ottobre 1997   | Powervolley Milano |
| 9  | Santiago Danani   | L     | 12 dicembre 1995  | Fakel              |
| 12 | Bruno Lima        | O     | 4 febbraio 1996   | BVC                |
| 13 | Ezequiel Palacios | S     | 2 ottobre 1992    | Montpellier        |
| 15 | Luciano De Cecco  | P     | 2 giugno 1988     | Lube               |
| 16 | Pablo Kukartsev   | O     | 25 marzo 1993     | Tourcoing          |
| 17 | Luciano Vicentín  | S     | 4 aprile 2000     | Ziraat Bankası     |
| 18 | Martín Ramos      | C     | 26 agosto 1991    | Guaguas            |
| 21 | Luciano Palonsky  | S     | 8 luglio 1999     | Barkom-Kažany      |
| 22 | Nicolás Zerba     | C     | 13 giugno 1999    | Stal Nysa          |

## Brasile
| N° | Nome                | Ruolo | Data di nascita  | Squadra            |
| -- | ------------------- | ----- | ---------------- | ------------------ |
| -  | Bernardo de Rezende | All   | 25 agosto 1959   | Rio de Janeiro     |
| 1  | Bruno de Rezende    | P     | 2 luglio 1986    | Modena             |
| 2  | Lukas Bergmann      | S     | 25 marzo 2004    | Sesi               |
| 6  | Adriano Cavalcante  | S     | 6 febbraio 2002  | BVC                |
| 8  | Henrique Honorato   | S     | 18 marzo 1997    | Norte Catarinense  |
| 9  | Yoandy Leal         | S     | 31 agosto 1988   | You Energy         |
| 12 | Isac Santos         | C     | 13 dicembre 1990 | Minas              |
| 14 | Fernando Kreling    | P     | 13 gennaio 1996  | Milano             |
| 16 | Lucas Saatkamp      | C     | 6 marzo 1986     | Sada               |
| 17 | Thales Hoss         | L     | 27 aprile 1989   | LKPS               |
| 18 | Ricardo Lucarelli   | S     | 14 febbraio 1992 | You Energy         |
| 21 | Alan de Souza       | O     | 21 marzo 1994    | AZS Olsztyn        |
| 23 | Flávio Gualberto    | C     | 22 aprile 1993   | Sir Safety Perugia |
| 28 | Darlan de Souza     | O     | 24 giugno 2002   | Sesi               |

## Canada
| N° | Nome              | Ruolo | Data di nascita  | Squadra          |
| -- | ----------------- | ----- | ---------------- | ---------------- |
| -  | Tuomas Sammelvuo  | All   | 16 febbraio 1976 | ZAKSA            |
| 2  | Luke Herr         | P     | 18 luglio 1994   | Milōn            |
| 4  | Nicholas Hoag     | S     | 19 agosto 1992   | Arkas            |
| 5  | Brodie Hofer      | S     | 27 aprile 2000   | Czarni Radom     |
| 6  | Danny Demyanenko  | C     | 13 luglio 1994   | Montpellier      |
| 7  | Stephen Maar      | S     | 6 dicembre 1994  | Milano           |
| 8  | Brett Walsh       | P     | 19 febbraio 1994 | Stade Poitevin   |
| 11 | Xander Ketrzynski | O     | 27 gennaio 2000  | Lüneburg         |
| 12 | Lucas Van Berkel  | C     | 29 novembre 1991 | Sporting Lisbona |
| 14 | Arthur Szwarc     | O     | 30 marzo 1995    | Milano           |
| 17 | Ryley Barnes      | S     | 11 ottobre 1993  | Tourcoing        |
| 18 | Justin Lui        | L     | 8 maggio 2000    | Korson Veto      |
| 33 | Fynnian McCarthy  | C     | 4 dicembre 1999  | Lvi Praha        |
| 80 | Eric Loeppky      | S     | 1º agosto 1998   | Milano           |

## Egitto
| N° | Nome               | Ruolo | Data di nascita   | Squadra      |
| -- | ------------------ | ----- | ----------------- | ------------ |
| -  | Fernando Muñoz     | All   | 27 luglio 1970    | Al-Ahly      |
| 2  | Ahmed Abdelrahman  | S     | 1º marzo 2000     | Al-Ahly      |
| 5  | Mohamed Elhaddad   | C     | 22 settembre 2000 | Al-Ahly      |
| 6  | Mohamed Hassan     | L     | 28 settembre 1993 | Zamalek      |
| 8  | Abdelrahman Eissa  | S     | 24 agosto 2001    | -            |
| 9  | Mohamed Sayedin    | S     | 1º aprile 1996    | Al-Ahly      |
| 10 | Mohamed Masoud     | C     | 1º maggio 1994    | Zamalek      |
| 12 | Hossam Abdalla     | P     | 16 gennaio 1988   | Al-Ahly      |
| 14 | Seifeldin Aly      | O     | 14 luglio 1999    | Al-Ahly      |
| 15 | Abdelrahman Seoudy | C     | 21 agosto 1997    | Al-Ahly      |
| 16 | Mostafa Abdelmoaty | P     | 27 giugno 1997    | -            |
| 17 | Reda Haikal        | O     | 7 novembre 1990   | Zamalek      |
| 22 | Mohamed Issa       | S     | 12 aprile 1988    | Al-Khaleej   |
| 23 | Ahmed Omar         | S     | 3 aprile 1995     | Stella Rossa |

## Francia
| N° | Nome                  | Ruolo | Data di nascita  | Squadra               |
| -- | --------------------- | ----- | ---------------- | --------------------- |
| -  | Andrea Giani          | All   | 22 aprile 1970   | -                     |
| 1  | Barthélémy Chinenyeze | C     | 28 febbraio 1998 | Lube                  |
| 2  | Jenia Grebennikov     | L     | 13 agosto 1990   | Zenit San Pietroburgo |
| 4  | Jean Patry            | O     | 27 dicembre 1996 | Jastrzębski Węgiel    |
| 6  | Benjamin Toniutti     | P     | 30 ottobre 1989  | Jastrzębski Węgiel    |
| 7  | Kévin Tillie          | S     | 2 novembre 1990  | Projekt Warszawa      |
| 9  | Earvin N'Gapeth       | S     | 12 febbraio 1991 | Halkbank              |
| 11 | Antoine Brizard       | P     | 22 maggio 1994   | You Energy            |
| 14 | Nicolas Le Goff       | C     | 15 febbraio 1992 | Montpellier           |
| 17 | Trévor Clévenot       | S     | 28 giugno 1994   | Warta Zawiercie       |
| 19 | Yacine Louati         | S     | 4 marzo 1992     | Asseco Resovia        |
| 21 | Théo Faure            | O     | 12 ottobre 1999  | Cisterna              |
| 23 | Timothée Carle        | S     | 30 novembre 1995 | Charlottenburg        |
| 25 | Quentin Jouffroy      | C     | 7 maggio 1993    | Plessis-Robinson      |

## Germania
| N° | Nome             | Ruolo | Data di nascita   | Squadra         |
| -- | ---------------- | ----- | ----------------- | --------------- |
| -  | Michał Winiarski | All   | 28 settembre 1983 | Warta Zawiercie |
| 1  | Christian Fromm  | S     | 15 agosto 1990    | Rapid Bucarest  |
| 5  | Moritz Reichert  | S     | 15 marzo 1995     | Montpellier     |
| 6  | Johannes Tille   | P     | 7 maggio 1997     | Charlottenburg  |
| 9  | György Grozer    | O     | 27 novembre 1984  | Arkas           |
| 10 | Julian Zenger    | L     | 26 agosto 1997    | Padova          |
| 11 | Lukas Kampa      | P     | 29 novembre 1986  | Trefl Gdańsk    |
| 12 | Anton Brehme     | C     | 10 agosto 1999    | Modena          |
| 13 | Ruben Schott     | S     | 8 luglio 1994     | Charlottenburg  |
| 14 | Moritz Karlitzek | S     | 12 agosto 1996    | AZS Olsztyn     |
| 17 | Jan Zimmermann   | P     | 12 febbraio 1993  | Galatasaray     |
| 21 | Tobias Krick     | C     | 22 ottobre 1998   | Charlottenburg  |
| 22 | Tobias Brand     | S     | 9 luglio 1998     | LKPS            |
| 25 | Lukas Maase      | C     | 28 agosto 1998    | Paris           |

## Giappone
| N° | Nome              | Ruolo | Data di nascita   | Squadra            |
| -- | ----------------- | ----- | ----------------- | ------------------ |
| -  | Philippe Blain    | All   | 20 maggio 1960    | -                  |
| 1  | Yūji Nishida      | O     | 30 gennaio 2000   | Panasonic Panthers |
| 2  | Taishi Onodera    | C     | 27 febbraio 1996  | Suntory Sunbirds   |
| 3  | Akihiro Fukatsu   | P     | 23 luglio 1987    | Tokyo Great Bears  |
| 4  | Kento Miyaura     | O     | 22 febbraio 1999  | Paris              |
| 5  | Tatsunori Ōtsuka  | S     | 5 novembre 2000   | Panasonic Panthers |
| 6  | Akihiro Yamauchi  | C     | 30 novembre 1993  | Panasonic Panthers |
| 8  | Masahiro Sekita   | P     | 20 novembre 1993  | JTEKT Stings       |
| 10 | Kentarō Takahashi | C     | 8 febbraio 1995   | Toray Arrows       |
| 11 | Shoma Tomita      | S     | 20 giugno 1997    | Toray Arrows       |
| 12 | Ran Takahashi     | S     | 2 settembre 2001  | Milano             |
| 14 | Yūki Ishikawa     | S     | 11 dicembre 1995  | Powervolley Milano |
| 15 | Masato Kai        | S     | 25 settembre 2003 | Paris              |
| 20 | Tomohiro Yamamoto | L     | 5 novembre 1994   | Panasonic Panthers |

## Italia
| N° | Nome                   | Ruolo | Data di nascita  | Squadra            |
| -- | ---------------------- | ----- | ---------------- | ------------------ |
| -  | Ferdinando De Giorgi   | All   | 10 ottobre 1961  | -                  |
| 5  | Alessandro Michieletto | S     | 5 dicembre 2001  | Trentino           |
| 6  | Simone Giannelli       | P     | 9 agosto 1996    | Sir Safety Perugia |
| 7  | Fabio Balaso           | L     | 20 ottobre 1995  | Lube               |
| 8  | Riccardo Sbertoli      | P     | 23 maggio 1998   | Trentino           |
| 11 | Giovanni Sanguinetti   | C     | 14 aprile 2000   | Modena             |
| 12 | Mattia Bottolo         | S     | 3 gennaio 2000   | Lube               |
| 14 | Gianluca Galassi       | C     | 24 luglio 1997   | Milano             |
| 15 | Daniele Lavia          | S     | 4 novembre 1999  | Trentino           |
| 16 | Yuri Romanò            | O     | 26 luglio 1997   | You Energy         |
| 19 | Roberto Russo          | C     | 23 febbraio 1997 | Sir Safety Perugia |
| 23 | Alessandro Bovolenta   | O     | 27 maggio 2004   | Porto Robur Costa  |
| 28 | Gabriele Laurenzano    | L     | 12 giugno 2003   | Trentino           |
| 31 | Luca Porro             | S     | 9 maggio 2004    | Padova             |

## Polonia
| N° | Nome              | Ruolo | Data di nascita   | Squadra            |
| -- | ----------------- | ----- | ----------------- | ------------------ |
| -  | Nikola Grbić      | All   | 6 settembre 1973  | -                  |
| 5  | Łukasz Kaczmarek  | O     | 26 settembre 1994 | ZAKSA              |
| 6  | Bartosz Kurek     | O     | 29 agosto 1988    | WolfDogs Nagoya    |
| 9  | Wilfredo León     | S     | 31 luglio 1993    | Sir Safety Perugia |
| 11 | Aleksander Śliwka | S     | 24 maggio 1995    | ZAKSA              |
| 12 | Grzegorz Łomacz   | P     | 1º ottobre 1987   | Skra Bełchatów     |
| 15 | Jakub Kochanowski | C     | 17 luglio 1997    | Asseco Resovia     |
| 16 | Kamil Semeniuk    | S     | 16 luglio 1996    | Sir Safety Perugia |
| 17 | Paweł Zatorski    | L     | 21 giugno 1990    | Asseco Resovia     |
| 19 | Marcin Janusz     | P     | 31 luglio 1994    | ZAKSA              |
| 20 | Mateusz Bieniek   | C     | 5 aprile 1994     | Warta Zawiercie    |
| 21 | Tomasz Fornal     | S     | 31 agosto 1997    | Jastrzębski Węgiel |
| 30 | Bartłomiej Bołądź | O     | 28 settembre 1994 | Projekt Warszawa   |
| 99 | Norbert Huber     | C     | 14 agosto 1998    | Jastrzębski Węgiel |

## Serbia
| N° | Nome                    | Ruolo | Data di nascita  | Squadra              |
| -- | ----------------------- | ----- | ---------------- | -------------------- |
| -  | Igor Kolaković          | All   | 6 aprile 1965    | -                    |
| 2  | Uroš Kovačević          | S     | 6 maggio 1993    | Ural                 |
| 3  | Milorad Kapur           | L     | 5 marzo 1991     | Paris                |
| 7  | Petar Krsmanović        | C     | 1º giugno 1990   | Gazprom-Jugra        |
| 8  | Marko Ivović            | S     | 22 dicembre 1990 | Dinamo-LO            |
| 9  | Nikola Jovović          | P     | 13 febbraio 1992 | Verona               |
| 10 | Miran Kujundžić         | S     | 19 giugno 1997   | Galatasaray          |
| 12 | Pavle Perić             | S     | 7 agosto 1998    | Cisterna             |
| 14 | Aleksandar Atanasijević | O     | 4 settembre 1991 | Shanghai             |
| 15 | Nemanja Mašulović       | C     | 5 ottobre 1995   | Saturnia Acicastello |
| 16 | Dražen Luburić          | O     | 2 novembre 1993  | Fenerbahçe           |
| 18 | Marko Podraščanin       | C     | 29 agosto 1987   | Trentino             |
| 21 | Vuk Todorović           | P     | 23 aprile 1998   | Czarni Radom         |
| 29 | Aleksandar Nedeljković  | C     | 27 ottobre 1997  | Cisterna             |

## Slovenia
| N° | Nome           | Ruolo | Data di nascita   | Squadra            |
| -- | -------------- | ----- | ----------------- | ------------------ |
| -  | Gheorghe Crețu | All   | 8 agosto 1968     | -                  |
| 1  | Tonček Štern   | O     | 14 novembre 1995  | Olympiakos         |
| 2  | Alen Pajenk    | C     | 23 aprile 1986    | Olympiakos         |
| 3  | Uroš Planinšič | P     | 9 maggio 1998     | Kamnik             |
| 4  | Jan Kozamernik | C     | 24 dicembre 1995  | Trentino           |
| 9  | Dejan Vinčić   | P     | 15 settembre 1986 | Rapid Bucarest     |
| 10 | Sašo Štalekar  | C     | 3 maggio 1996     | Charlottenburg     |
| 13 | Jani Kovačič   | L     | 14 giugno 1992    | ACH Volley         |
| 14 | Žiga Štern     | S     | 2 gennaio 1994    | Ślepsk Suwałki     |
| 16 | Gregor Ropret  | P     | 1º marzo 1989     | Sir Safety Perugia |
| 17 | Tine Urnaut    | S     | 3 settembre 1988  | JTEKT Stings       |
| 18 | Klemen Čebulj  | S     | 21 febbraio 1992  | Asseco Resovia     |
| 19 | Rok Možič      | S     | 17 gennaio 2002   | Verona             |
| 20 | Nik Mujanović  | O     | 14 ottobre 2004   | Milano             |

## Stati Uniti
| N° | Nome               | Ruolo | Data di nascita   | Squadra               |
| -- | ------------------ | ----- | ----------------- | --------------------- |
| -  | John Speraw        | All   | 18 ottobre 1971   | UC Los Angeles        |
| 1  | Matthew Anderson   | S     | 18 aprile 1987    | Ziraat Bankası        |
| 2  | Aaron Russell      | S     | 4 giugno 1993     | JT Thunders Hiroshima |
| 4  | Jeffrey Jendryk    | C     | 15 settembre 1995 | Prisma Taranto        |
| 5  | Kyle Ensing        | O     | 6 marzo 1997      | Saint-Nazaire         |
| 8  | Torey DeFalco      | S     | 10 aprile 1997    | Asseco Resovia        |
| 11 | Micah Christenson  | P     | 8 maggio 1993     | Zenit-Kazan           |
| 12 | Maxwell Holt       | C     | 12 marzo 1987     | Beijing               |
| 14 | Micah Maʻa         | P     | 16 aprile 1997    | Halkbank              |
| 17 | Thomas Jaeschke    | S     | 4 settembre 1993  | Panasonic Panthers    |
| 18 | Garrett Muagututia | S     | 26 febbraio 1988  | Al-Ahly               |
| 19 | Taylor Averill     | C     | 5 marzo 1992      | Projekt Warszawa      |
| 20 | David Smith        | C     | 15 maggio 1985    | ZAKSA                 |
| 22 | Erik Shoji         | L     | 24 agosto 1989    | ZAKSA                 |